# Treurmaina

Acridotheres tristis – 1700–1880 (afdruk) Iconographia Zoologica – Bijzondere Collecties van de Universiteit van Amsterdam

De treurmaina ook wel Indische maina, herdermaina of treurspreeuw (Acridotheres tristis) is een zangvogel uit de familie van de spreeuwen (Sturnidae). De vogel heeft een groot verspreidingsgebied dat zich dankzij introducties door de mens steeds verder uitbreidt.

## Kenmerken
De treurmaina is een bruine vogel van zo'n 23–26 cm groot. Hij heeft een zwarte kop en gele snavel, poten en kale plek rond de ogen. Op de vleugels bevinden zich grote witte plekken die goed zichtbaar zijn als hij vliegt.
De treurmaina kan mensen napraten en is mede daarom populair als volièrevogel.

## Voedsel
Treurmaina's hebben een veelzijdig dieet. Ze eten onder andere insecten, fruit, groenten en voedselresten. Doordat ze veelal fruitbomen leeg eten worden ze beschouwd als een plaag.

## Voortplanting
De treurmaina blijft een leven lang bij dezelfde partner. Ze bouwen hun nest in een hol in bomen of muren. De nesten worden van allerlei materialen gemaakt zoals bladeren, gras, veren en allerlei afvalmateriaal. Normaal gesproken worden dan zo'n vier tot zes eieren gelegd.

## Verspreiding en leefgebied
De treurmaina komt van oorsprong voor in tropische gebieden in Afghanistan, India, Sri Lanka en Bangladesh, en leeft daar meestal in open bosachtige streken, landbouwgebieden en in de buurt menselijke nederzettingen en steden.
Van de soort worden twee ondersoorten onderscheiden:
- A. t. tristis: van zuidelijk Kazachstan, Turkmenistan en oostelijk Iran tot zuidelijk China, Indochina, Malakka en zuidelijk India.
- A. t. melanosternus: Sri Lanka.

## Introductie elders
Tegenwoordig komt de vogel door introductie in veel tropische gebieden en landen voor, zoals de meeste landen in Zuidoost-Azië, Australië, Nieuw-Zeeland, de Salomonseilanden, Nieuw-Caledonië, Fiji, Samoa, de Cookeilanden, Hawaï, Noord-Amerika, Zuid-Afrika, Mauritius en Réunion. Het verspreidingsgebied breidt zich nog steeds uit.
Daarom is het een van de vogels die door de IUCN staat vermeld op de lijst van de 100 ergste invasieve soorten ter wereld. De vogel vormt met name een bedreiging voor het ecosysteem, aanvankelijk in Australië, maar nu ook in Europa.

### Invasieve exoot
Sinds 2019 staat deze soort op de lijst van invasieve exoten die zorgwekkend zijn voor de Europese Unie. Dit betekent dat soorten als de treurmaina niet langer in de Europese Unie mogen worden ingevoerd, vervoerd, gecommercialiseerd, gekweekt, gebruikt, uitgewisseld of vrijgelaten in de natuur. Bovendien mogen deze soorten niet langer worden gehouden, uitgezonderd in het geval van gezelschapsdieren die werden verworven tot één jaar na de opname van de soort op de Unielijst.
De eerste melding van in het wild levende treurmaina's in Nederland stamt uit de tachtiger jaren van de 20ste eeuw. Enkele vogels werden toen gezien op het eiland Schouwen-Duiveland en langs het Veluwemeer. Een volgende waarneming was in augustus 2020 in Heerenveen. Omdat sinds 2019 elk EU-land verplicht is de vogels zo snel mogelijk uit de vrije natuur te verwijderen, kwam de provincie Friesland in actie. Geprobeerd werd alle vogels te vangen. Zijn ze gevangen, dan gaan de treurmaina's naar een speciale opvang, waar ze de rest van hun leven als volièrevogels zullen blijven.
Wie als particulier treurmaina's wil houden, heeft een speciale vergunning nodig. Wie de vogels zonder vergunning houdt, kan een boete krijgen. Binnen de Europese Unie mag er niet mee gekweekt worden, en ze mogen ook niet verhandeld worden.
Anders dan in Europa zijn elders in de wereld treurmaina's juist opzettelijk geïntroduceerd, vooral om sprinkhanen en andere schadelijke insecten te verdelgen.